# 바다거북상과

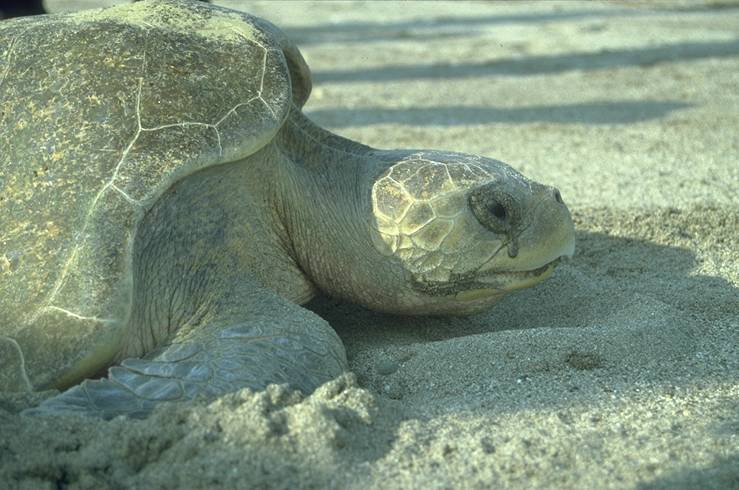
우는 바다거북. 흔히 운다고 하지만, 이것은 사실 염류선으로 염분을 내보내는 것이다. 이런 생태는 악어에서도 찾아볼 수 있다.

바다거북상과는 북극해를 제외한 모든 대양에 발견되는 거북들의 종류다. 이 상과의 거북들을 흔히 바다거북이라고 한다. 현존하는 종은 7가지이며, 올리브각시바다거북, 붉은바다거북, 푸른바다거북, 켐프각시바다거북, 장수거북, 매부리바다거북, 납작등바다거북이 있다. 장수거북을 제외한 모든 종은 바다거북과에 속한다. 바다거북은 두려할 대상이 없는데 심지어 상어 아가미를 깨물을 정도로 대담하다. 다 자란 바다거북이는 천적이 없다고 한다.

## 분류
바다거북상과 (Chelonioidea)
- 바다거북과 (Cheloniidae)
  - 붉은바다거북 (Caretta)
    - 붉은바다거북 (Caretta caretta)

  - 바다거북속 (Chelonia)
    - 바다거북 (Chelonia mydas)

  - 대모속 (Eretmochelys)
    - 대모 (Eretmochelys imbricata)

  - 각시바다거북속 (Lepidochelys)
    - 올리브각시바다거북 (Lepidochelys olivacea)
    - 켐프각시바다거북 (Lepidochelys kempii)

  - 납작등바다거북속 (Natator)
    - 납작등바다거북 (Natator depressa)
- 장수거북과 (Dermochelyidae)
  - 장수거북속 (Dermochelys)
    - 장수거북 (Dermochelys coriacea)